# Begonia leivae
Espèce
Begonia leivae est une espèce de plantes de la famille des Begoniaceae.
L'espèce fait partie de la section Begonia.
Elle a été décrite en 1989 par Jorge Sierra.

## Répartition géographique
Cette espèce est originaire de Cuba.